# Scolecoxyphium fraserae
Scolecoxyphium fraserae är en svampart som beskrevs av Cif. & Bat. 1956. Scolecoxyphium fraserae ingår i släktet Scolecoxyphium och familjen Capnodiaceae.   Inga underarter finns listade i Catalogue of Life.